# Állami Számvevőszék
Az Állami Számvevőszék az Országgyűlés legfőbb pénzügyi és gazdasági ellenőrző szerve, amely az Országgyűlésnek alárendelve látja el feladatát, és amely általános hatáskörrel végzi a közpénzekkel, illetve az állami és önkormányzati vagyonnal való gazdálkodás ellenőrzését. Az Állami Számvevőszék jogállását és hatáskörét az Alaptörvény és az ÁSZ-törvény határozza meg. Az ÁSZ Stratégiája kimondja, a szervezet küldetése, hogy „szilárd szakmai alapon álló, értékteremtő ellenőrzéseivel előmozdítsa a közpénzügyek átláthatóságát, rendezettségét, és hozzájáruljon a jó kormányzáshoz”.
Egyes vélemények szerint viszont a működését meghatározó jogszabályok lehetővé teszik, hogy alkotmányellenes döntéseket hozzon és hajtson végre.

## Megalapítása
Már az 1848-as forradalom során elvárás volt egy olyan intézmény, amely függetlenül felügyeli, elszámoltatja a Kincstárt és a köz javára azt nyilvánossá teszi. A kiegyezést követően, 1868-ban létrejött a Császári és Királyi Legfőbb Számvevőszék, amely nyilvántartotta és ellenőrizte az Osztrák–Magyar Monarchia közös külügyi, hadügyi és általános pénzügyi kiadásait.
Az első önálló magyar Állami Számvevőszék (Magyar Királyi Legfőbb Állami Számvevőszék) 1870-ben jött létre Gajzágó Salamon vezetésével. Neve 1914-ben Legfőbb Állami Számvevőszékre (LÁSZ) módosult. A jelenlegi számvevőszékhez hasonlóan, már a LÁSZ is a kormánytól független, önálló hatáskörű szervezetként ellenőrizte a közpénzekkel, a közvagyonnal való gazdálkodást.
1949-ben a második világháborút követő politikai fordulat során szüntették be működését rendeletileg. 40 év után, 1989. október 23-án alakult újjá a Harmadik Magyar Köztársaság kikiáltásával egyidejűleg. Az Alkotmánybíróság mellett a másik, a magyar demokrácia garanciáját jelentő legfőbb intézmény. Székhelyének egy történelmi múlttal rendelkező épület ad otthont – megőrizve annak építészeti, esztétikai értékeit. Az intézmény feladatát a nehezen lefordítható audit kifejezés jelzi, kb, jelentése: felülvizsgálat.

## Felépítése
Az Állami Számvevőszék személyi állománya elnökből, két alelnökből, vezetőkből, számvevőkből, és a Munka Törvénykönyve hatálya alá tartozó alkalmazottakból áll.
Az Állami Számvevőszék elnökét az Országgyűlés az országgyűlési képviselők kétharmadának szavazatával tizenkét évre választja meg.
Az ÁSZ közel 600 munkatárssal dolgozik országszerte.

## Feladata
Az Állami Számvevőszék tevékenységét ellenőrzési terv alapján végzi, amit az elnök hagy jóvá. A Számvevőszék ellenőrzést végezhet mindenütt, ahol közpénzt használnak fel. Az Állami Számvevőszék ellenőrzéseinek gyakoriságát törvény, törvényi szabályozás hiányában az Állami Számvevőszék elnöke határozza meg.
Törvényben meghatározott feladatkörében az Állami Számvevőszék köteles ellenőrzést lefolytatni az Országgyűlés döntése alapján, és ellenőrzést végezhet a kormány, illetve nemzetközi szervezetek felkérésére.
Az Állami Számvevőszék elsődleges feladata, hogy ellenőrzi az államháztartás gazdálkodását, a nemzeti vagyon kezelését. Az ÁSZ ellenőrzése során értékeli az államháztartás számviteli rendjének betartását, az államháztartás belső kontrollrendszerének működését.
Az Állami Számvevőszék egyik kiemelkedő feladata, hogy ellenőrzi a központi költségvetés végrehajtásáról készített zárszámadást, véleményezi a költségvetési javaslatot. Az Állami Számvevőszék a pártok gazdálkodását törvényességi szempontok szerint ellenőrzi.
Az Állami Számvevőszék elnöke részt vesz az Állami Számvevőszék jogállását, feladatkörét érintő, az államháztartás működési rendjéről, és a költségvetési szervek belső ellenőrzéséről szóló, az államháztartás számviteli rendjével kapcsolatos jogszabályok előkészítésében.

## Az Állami Számvevőszék ellenőrzései
Az Állami Számvevőszék az ellenőrzések szakmai szabályait maga alakítja ki a különböző nemzetközi standardok figyelembe vételével. Az ellenőrzés szakmai szabályai nyilvánosak, letölthető az ÁSZ honlapjáról (ide kattintva közvetlenül Archiválva 2016. április 22-i dátummal a Wayback Machine-ben).

### Az ÁSZ ellenőrzéseivel szemben támasztott követelmények
- Az ellenőrzéseket körültekintően és részletesen meg kell tervezni.
- Az ellenőrzés végrehajtása során a jogszabályok, az ellenőrzési program, és az ellenőrzési szakmai szabályok, módszerek és az etikai normák szerint kell eljárni.
- Az ellenőrzést végző személynek rendelkeznie kell az ellenőrzési feladat megfelelő teljesítéséhez szükséges ismeretekkel és gyakorlattal.
- Az ellenőrzések eredményeinek, a megállapításoknak alátámasztottnak, a következtetéseknek okszerűnek és megalapozottnak kell lenniük.
- Az ellenőrzéseket hatékonyan és eredményesen kell elvégezni.

Ahhoz, hogy az ellenőrzéssel szemben támasztott követelmények megvalósuljanak, az ÁSZ saját minőségbiztosítási rendszert működtet.

### Az ellenőrzések típusai
Az ellenőrzéseket többféle szempont szerint lehet csoportosítani (megbízó, nagyságrend, időpont, gyakoriság stb.). Az ÁSZ ellenőrzéseit azonban alapvetően három kategóriába soroljuk, ezek:
1. szabályszerűségi ellenőrzések,
2. teljesítmény ellenőrzések, illetve
3. átfogó ellenőrzések.

A szabályszerűségi ellenőrzés szervezetekre és azok működésére, illetve tevékenységekre, programokra, a kapcsolódó pénzügyi folyamatokra, elszámolásokra és az azokról való beszámolásokra irányul. Célja azok törvényességének, szabályszerűségének megítélése.
A teljesítmény-ellenőrzés célja annak megállapítása, hogy a szervezetek a projekteket, tevékenységeket gazdaságosan, hatékonyan és eredményesen hajtották-e végre.
Az átfogó ellenőrzés rendszerszemléletben értékeli az állami feladatok ellátásának szervezeti kereteit, személyi,
tárgyi és pénzügyi feltételeit, valamint mindezek összhangját. Egyidejűleg kiemelt figyelmet fordít a belső kontrollrendszerek működésére, és az abban rejlő kockázatok feltárására. Módszerében a hangsúlyt a teljesítmény ellenőrzési megoldásokra helyezi.

## A számvevőszéki jelentések
Az Állami Számvevőszék az általa végzett ellenőrzésekről jelentést készít.
A számvevőszéki jelentés tartalmazza a feltárt tényeket, az ezeken alapuló megállapításokat, következtetéseket . A 2011. július 1-jétől hatályos új ÁSZ-törvény értelmében az Állami Számvevőszék minden jelentése nyilvános. Az ellenőrzések egy részének elkészítése az ÁSZ törvényi kötelezettsége, míg más jelentések az ÁSZ elnökének egyedi döntése alapján készülnek el. Az 1989 és 2010 közötti időszakban az ÁSZ jelentéseivel kapcsolatban nem volt intézkedési kötelezettség, de az új jogszabály kimondja, hogy „az ellenőrzött szervezet vezetője köteles a jelentésben foglalt megállapításokhoz kapcsolódó intézkedési tervet összeállítani, és azt a jelentés kézhezvételét számított harminc napon belül az Állami Számvevőszék részére megküldeni”.

## A Számvevőszék munkájának hatása
Az ÁSZ hivatal, nem hatóság vagy bíróság, ami azt jelenti, hogy nem bírságol és szabályoz, nem hoz döntéseket jogi vitás kérdésekben, illetve nem is folytat nyomozást. Az ÁSZ megállapításokat és javaslatokat tesz, illetve szükség szerint eljárást kezdeményez. A számvevőszéki munka továbbá nem helyettesíti az adott szervezet belső ellenőrzését sem, legfeljebb kiegészíti és ellenőrzi azt.
Az ÁSZ munkájának célja a közpénzzel való gazdálkodás jobbítása, így kiemelkedően fontos lenne, hogy a számvevőszéki munka a gyakorlatban is hasznosuljon. A hasznosulás épp a hivatali jelleg miatt nem közvetlenül történik, az Állami Számvevőszék egyfajta „társadalmi őrkutya” szerepet tölt be. A jelentések hasznosulása történhet úgy, hogy az ellenőrzött intézkedést hoz, a jelentés ajánlásai beépülnek a jogszabályokba, az ellenőrzött gazdálkodása és működése megváltozik az ajánlások alapján, illetve úgy is, hogy az ÁSZ büntetőfeljelentést, eljárást kezdeményez egy jelentés nyomán. A számvevőszéki munka hasznosulását jelenti az is, hogy a jelentések segítségével az állampolgárok tájékoztatást kapnak az általuk befizetett adóforintok felhasználásáról. Az illiberális állam kiépülése viszont egyre nehezebbé teszi a szervezet független működését.

## Kapcsolat a nyilvánossággal
Az ÁSZ stratégiája szerint „az Állami Számvevőszék ellenőrzési eredményei, értékei közvetítésében elsődleges, mértéktartó és közérthető kommunikációt valósít meg. Az aktív és kezdeményező kommunikáció érdekében hatékony és korszerű módszereket alkalmaz, fokozottan él a világháló adta lehetőségekkel, megfelelve ezzel korunk kihívásainak és a felhasználók igényeinek.” 
A számvevőszéki tevékenység nyilvánosságának alapja, hogy az ÁSZ jelentései teljes terjedelemben nyilvánosak, és bárki által hozzáférhetőek. Az ÁSZ honlapján 1996-tól találhatók meg a jelentések. Ugyanitt elérhetők a szervezet szakmai kiadványai, publikációi, az elnök országgyűlési hozzászólásai, valamint az ÁSZ szervezeti és gazdálkodási adatai is. Az Állami Számvevőszék adja ki a Pénzügyi Szemle Archiválva 2016. április 22-i dátummal a Wayback Machine-ben negyedévenként megjelenő közpénzügyi szakfolyóiratot, amely elektronikus formában szintén elérhető és letölthető az ÁSZ honlapjáról. A honlapon található sajtószobában Archiválva 2012. március 22-i dátummal a Wayback Machine-ben hozzáférhetők az ÁSZ sajtóközleményei, sajtó-összefoglalói, valamint a sajtótájékoztatókról szóló információk. A jelentésekhez, fontosabb eseményekhez, konferenciákhoz kapcsolódóan rendszeresen tart a szervezet sajtótájékoztatókat, a megyék és a megyei jogú városok jelentéseinek nyilvánosságra hozatalánál elektronikus sajtótájékoztatót tartottak. Az Állami Számvevőszék 2011 februárjában létrehozta a számvevőszéki friss híreket közlő ÁSZ Hírportált, 2012 januárjában pedig a Pénzügyi Szemle Online közpénzügyi szakmai tudományos portált. Domokos László társadalmi szerepvállalásáról szóló hírek az elnök személyes weblapján érhetők el.

## Belföldi és nemzetközi intézményi kapcsolatok
Az Állami Számvevőszék munkájának hasznosulása, az intézmény tevékenységéből adódóan nagy mértékben függ a szervezet szakmai-tudományos elismertségétől. Az ÁSZ ezért megalapítása óta kiemelt figyelmet szentel a tudományos együttműködéseknek, és széles körű hazai és nemzetközi kapcsolatrendszerrel rendelkezik. A Számvevőszék partnerkapcsolatainak célja az ellenőrzési tevékenység társadalmi szintű hasznosulásának biztosítása mellett az, hogy hozzájáruljon egy aktív és eredményes szakmai-tudományos párbeszéd kialakuláshoz.
Belföldi szakmai kapcsolatok
Az Állami Számvevőszék szervezeti átalakulásával párhuzamosan átfogóan megújult a belföldi szakmai kapcsolatok gondozása. Az ÁSZ az együttműködéseket kvantitatív és kvalitatív szempontok alapján értékeli, és a kapcsolatok ápolásán túl törekszik a szakmai-tudományos kooperáció aktivitásának fokozására, fejlesztésére.
A Számvevőszéknek jelenleg tizenegy felsőoktatási intézménnyel – köztük a legrangosabb hazai egyetemekkel, főiskolákkal – és hat szakmai szervezettel van együttműködési megállapodása, melyet egy társszervezeti kapcsolat is kiegészít. A szervezet egyre intenzívebb társadalmi szerepvállalásához kapcsolódóan három szándéknyilatkozatot írt alá, melyben az ÁSZ elkötelezte magát a korrupció elleni küzdelem Archiválva 2016. április 22-i dátummal a Wayback Machine-ben ügye iránt, szemináriumsorozatot indított a közpénzek felhasználása terén tapasztalt legjobb gyakorlatok Archiválva 2016. április 22-i dátummal a Wayback Machine-ben megismertetésére, valamint támogatja a hazai pénzügyi kultúra kutatását és fejlesztését Archiválva 2016. április 22-i dátummal a Wayback Machine-ben. Az Állami Számvevőszékkel együttműködő intézményeket és az együttműködési megállapodások teljes tartalmát megismerheti az ÁSZ hivatalos honlapjának belföldi szakmai kapcsolatok Archiválva 2016. április 22-i dátummal a Wayback Machine-ben aloldalán.
Nemzetközi szakmai kapcsolatok
Az Állami Számvevőszék az ellenőrzési kultúra színvonalának emelése és tapasztalatainak hasznosítása érdekében folyamatosan fejleszti nemzetközi kapcsolatait, amelyeknek középpontjában két meghatározó kapcsolatrendszer áll:
1. Bilaterális Archiválva 2016. április 22-i dátummal a Wayback Machine-ben együttműködések és,
2. Multilaterális Archiválva 2016. április 22-i dátummal a Wayback Machine-ben szakmai kapcsolatok.

Az intézmény jogállásából adódóan intenzív kapcsolatot ápol a Legfőbb Ellenőrző Intézmények Nemzetközi Szervezetével (INTOSAI), amelynek 2004-2007 között elnöke is volt, valamint aktívan vesz részt az Európai Unió tagországainak nemzeti legfőbb ellenőrző intézményei és az Európai Számvevőszék (ECA) közös munkájában, illetve regionális együttműködésekben. Az ÁSZ szorosan együttműködik az INTOSAI európai számvevőszékeket tömörítő szervezetével EUROSAI, és tagja az európai regionális ellenőrző intézmények (EURORAI) hasonló együttműködését támogató szervezetének. Magyar kezdeményezésre alakult meg az 1990-es évek elején a Visegrádi országok (Magyarország, Lengyelország, Csehország, Szlovákia) valamint Szlovénia és Ausztria számvevőszékeinek együttműködése. A Számvevőszék ezenfelül közeli kapcsolatban áll a NATO Számvevőszékével, a közép- és kelet-európai országok állami- és közigazgatási fejlesztését támogató szervezettel (SIGMA) és a kormányzati pénzügyi menedzsment fejlesztésének nemzetközi konzorciumával (ICGFM) is.

## Az Állami Számvevőszék elnökei
- 2022. július 6-tól: Windisch László[5]
- 2010. július 5. – 2022. július 5.: Domokos László[6]
- 1997. december 9. – 2009. december 9.: dr. Kovács Árpád
- 1989. október 31. – 1996. július 1.: dr. Hagelmayer István
- 1948. szeptember 3. – 1949. december 31.: dr. Horváth István
- 1945. január 4. – 1948. szeptember 2.: dr. Wensky Károly
- 1935. december 31. – 1945. december 31.: dr. Vargha Imre
- 1921. május 12. – 1935. november 23.: dr. Zawadowski Alfréd
- 1911. január 3. – 1919. február 3.: dr. Thuróczy Vilmos
- 1893. február 15. – 1910. március 4.: dr. Rakovszky István
- 1892. október 18. – 1892. november 19.: Hieronymi Károly
- 1870. augusztus 1. – 1892. szeptember 22.: Gajzágó Salamon

## Kritikák
Az Állami Számvevőszék tevékenységét a FIDESZ 2010-es hatalomra jutása óta az ellenzéki pártok és számos civil szervezet szerint részrehajlás, a kormánypárt politikai érdekeinek kiszolgálása jellemzi.
2024-ben, a júniusi európai parlamenti és önkormányzati választások előtt az Állami Számvevőszék 261 millió forintos büntetést szabott ki az ellenzéki pártokra, mert szerinte a 2022-es országgyűlési választások előtt külföldi támogatás érkezett a Mindenki Magyarországa Mozgalmon keresztül az ellenzéki pártok kampányára. Mivel azonban ilyen esetekben az ÁSZ a büntetéssel megegyező összeget méág vissza is tart az adott pártoknak járó állami támogatásból, a tényleges büntetés a 261 millió duplája, összesen 520 millió forint, tehát pártonként 87 millió forint.
Az ellenzéki pártok az ÁSZ lépésére úgy reagáltak, hogy az a fideszes pártérdekek kiszolgálása, célja az ellenzéki pártok totális ellehetetlenítése, az Orbán-kormány túlhatalmának további növelése. Tagadták a törvénybe ütköző támogatások elfogadását.
Felhívták az ÁSZ-t, hogy vizsgálja meg a kormánypártokat közpénz-milliárdokból támogató és kiszolgáló Megafon és Civil Összefogás Fórum pénzügyeit, mert amíg a Fideszt és a Megafont nem büntetik meg, minden bírság hiteltelen. Egyébként az ÁSZ-t „nem tekintik független és pártatlan állami intézménynek”.
A Transparency International Magyarország ugyanezzel az esettel kapcsolatban kiemelte, hogy az ÁSZ a pártokra képviselőik számától és minden egyéb méretbeli különbségüktől eltekintve egyforma büntetéseket szabott ki, de cinikusan jelezte, hogy egyet nem értésük esetén egymás ellen pereket indíthatnak.Az ÁSZ döntései ellen ugyanis jogorvoslatnak helye nincs.
Hasonlóképpen nagy visszhangot kapott, hogy az ÁSZ 2025 tavaszán átfogó jelentéseket tett közzé a Magyar Nemzeti Bank botrányos beruházásairól, alapítványi ügyeiről, a kecskeméti Neumann János Egyetem ezzel kapcsolatos vagyonvesztéséről. Ezeket a jelentéseket az a Windisch László írta alá, aki 2013-tól 2019-ig az MNB pénzügyi szervezetek felügyeletéért és fogyasztóvédelemért felelős alelnöke, a Monetáris Tanács és a Pénzügyi Stabilitási Tanács tagja volt, és tudnia kellett a súlyos szabálytalanságokról. Az ÁSZ azonban mindaddig nem foglalkozott ezekkel a botrányokkal, amíg Matolcsy György 2024-ben élesen szembe nem fordult a kormány gazdaságpolitkájával.

### Magyar honlapok
- Az Állami Számvevőszék stratégiája Archiválva 2017. március 31-i dátummal a Wayback Machine-ben
- Az ellenőrzés szakmai szabályai – Ellenőrzési kézikönyv Archiválva 2016. április 22-i dátummal a Wayback Machine-ben
- Pénzügyi Szemle – Közpénzügyi szakfolyóirat
- Az ÁSZ sajtóanyagai Archiválva 2017. március 31-i dátummal a Wayback Machine-ben
- Az ÁSZ és az EUROSAI kapcsolata
- ÁSZ Hírportál
- Pénzügyi Szemle Online közpénzügyi szakmai tudományos portál
- Domokos László weblap

### Nemzetközi honlapok
- Számvevőszékek Európai Szervezete (EUROSAI)
- Számvevőszékek Nemzetközi Szervezete (INTOSAI)